# Nederlandse Rode Lijst (libellen)
De Rode Lijsten worden regelmatig, bijvoorbeeld eens in de 10 jaar, bijgewerkt. Minister Cees Veerman van Landbouw, Natuur en Voedselkwaliteit heeft op 5 november 2004 de toenmalige Rode lijsten voor bedreigde dier- en plantensoorten vastgesteld. Op 5 november 2004 zijn op de Rode Lijst voor libellen 27 soorten geplaatst.
Plaatsing op de Rode Lijst betekent niet automatisch dat de soort beschermd is. Daarvoor is opname van de soort in de Flora- en faunawet nodig. De Rode Lijsten hebben daarvoor een belangrijke signaalfunctie.
Op de Rode Lijsten staan, naast de bedreigde soorten, beschermingsmaatregelen om deze soorten weer in aantal te laten toenemen. Doordat overheden en terreinbeherende organisaties bij hun beleid en beheer rekening houden met de Rode Lijsten wordt gehoopt dat van de nu bedreigde organismen er over tien jaar een aantal niet meer bedreigd zullen zijn en dus van de Rode Lijst afgevoerd kunnen worden.
Op 15 oktober 2015 werd de nieuwe Rode Lijst Libellen uit het Basisrapport 2011 van De Vlinderstichting door Staatssecretaris Sharon Dijksma van Economische zaken in de Staatscourant gepubliceerd. De bescherming wordt van kracht per 1 januari 2016.
Op de nieuwe rode lijst zijn acht soorten niet meer opgenomen omdat ze in mindere mate bedreigd zijn (in tabel aangeduid als nvt):
- Bandheidelibel (was gevoelig)
- Beekoeverlibel (was kwetsbaar)
- Bruine korenbout (was kwetsbaar)
- Bruine winterjuffer (was bedreigd)
- Glassnijder (was kwetsbaar)
- Rivierrombout (was ernstig bedreigd)
- Tengere pantserjuffer (was kwetsbaar)
- Vroege glazenmaker (was kwetsbaar)

Daar tegenover zijn vier nieuwe soorten opgenomen waarvan de mate van bedreiging is toegenomen:
- Bronslibel (is verdwenen)
- Kleine tanglibel (is gevoelig)
- Maanwaterjuffer (is kwetsbaar)
- Venglazenmaker (is kwetsbaar)

Verder is van tien soorten de mate van bedreiging aangepast (zie de tabel).
Er worden op de Rode Lijst Libellen vijf categorieën onderscheiden (van de acht uit de Nederlandse systematiek voor rode lijsten):
- verdwenen uit Nederland
- ernstig bedreigd
- bedreigd
- kwetsbaar
- gevoelig

## Rode Lijst Libellen 2015
| Nederlandse naam         | Wetenschappelijke naam                   | Status 2004      | Status 2015      |
| ------------------------ | ---------------------------------------- | ---------------- | ---------------- |
| Bandheidelibel           | Sympetrum pedemontanum                   | Gevoelig         | nvt              |
| Beekoeverlibel           | Orthetrum coerulescens ssp. coerulescens | Kwetsbaar        | nvt              |
| Beekrombout              | Gomphus vulgatissimus                    | Bedreigd         | Bedreigd         |
| Bosbeekjuffer            | Calopteryx virgo ssp. virgo              | Bedreigd         | Bedreigd         |
| Bronslibel               | Oxygastra curtisii                       | nvt              | Verdwenen        |
| Bruine korenbout         | Libellula fulva                          | Kwetsbaar        | nvt              |
| Bruine winterjuffer      | Sympecma fusca                           | Bedreigd         | nvt              |
| Donkere waterjuffer      | Coenagrion armatum                       | Verdwenen        | Ernstig bedreigd |
| Dwergjuffer              | Nehalennia speciosa                      | Verdwenen        | Verdwenen        |
| Gaffellibel              | Ophiogomphus cecilia                     | Ernstig bedreigd | Bedreigd         |
| Gevlekte glanslibel      | Somatochlora flavomaculata               | Ernstig bedreigd | Bedreigd         |
| Gevlekte witsnuitlibel   | Leucorrhinia pectoralis                  | Bedreigd         | Kwetsbaar        |
| Gewone bronlibel         | Cordulegaster boltonii ssp. boltonii     | Bedreigd         | Bedreigd         |
| Glassnijder              | Brachytron pratense                      | Kwetsbaar        | nvt              |
| Groene glazenmaker       | Aeshna viridis                           | Bedreigd         | Kwetsbaar        |
| Hoogveenglanslibel       | Somatochlora arctica                     | Bedreigd         | Ernstig bedreigd |
| Kempense heidelibel      | Sympetrum depressiusculum                | Gevoelig         | Ernstig bedreigd |
| Kleine tanglibel         | Onychogomphus forcipatis ssp. forcipatus | nvt              | Gevoelig         |
| Maanwaterjuffer          | Coenagion lunulatum                      | nvt              | Kwetsbaar        |
| Mercuurwaterjuffer       | Coenagrion mercuriale ssp. mercuriale    | Verdwenen        | Verdwenen        |
| Noordse glazenmaker      | Aeshna subarctica ssp. elisabethae       | Bedreigd         | Kwetsbaar        |
| Noordse winterjuffer     | Sympecma paedisca                        | Ernstig bedreigd | Bedreigd         |
| Oostelijke witsnuitlibel | Leucorrhinia albifrons                   | Ernstig bedreigd | Verdwenen        |
| Rivierrombout            | Gomphus flavipes ssp. flavipes           | Ernstig bedreigd | nvt              |
| Sierlijke witsnuitlibel  | Leucorrhinia caudalis                    | Verdwenen        | Verdwenen        |
| Speerwaterjuffer         | Coenagrion hastulatum                    | Ernstig bedreigd | Ernstig bedreigd |
| Tengere pantserjuffer    | Lestes virens ssp. vestalis              | Kwetsbaar        | nvt              |
| Venglazenmaker           | Aeshna juncea                            | nvt              | Kwetsbaar        |
| Venwitsnuitlibel         | Leucorrhinia dubia ssp. dubia            | Kwetsbaar        | Kwetsbaar        |
| Vroege glazenmaker       | Aeshna isosceles ssp. isosceles          | Kwetsbaar        | nvt              |
| Zuidelijke oeverlibel    | Orthetrum brunneum                       | Gevoelig         | Gevoelig         |